# Starîi Uhrîniv, Kaluș
Starîi Uhrîniv (în ucraineană : Старий Угринів, în poloneză: Uhrynów Stary) este un sat în comuna Serednii Uhrîniv din raionul Kaluș, regiunea Ivano-Frankivsk, Ucraina.

## Demografie
Componența lingvistică a localității Starîi Uhrîniv
     Ucraineană (99,9%)
     Alte limbi (0,1%)
Conform recensământului din 2001, majoritatea populației localității Starîi Uhrîniv era vorbitoare de ucraineană (99,9%), existând în minoritate și vorbitori de alte limbi.